# Liste der Bischöfe von Palencia
Die folgenden Personen waren Bischöfe von Palencia (Spanien):
- Nestor
- Pastor
- Murilla (589–607)
- Conancio (607–638)
- Ascario (um 653)
- Concordio (um 675 bis 688)
- Boroaldo (um 693)
- Ponce (1035)
- Bernardo I. (1035–1040)
- Miro (1040–1063)
- Bernardo II. (1063–1085)
- Raimundo I. (1085–1108)
- Pedro I. de Ajen (1108–1139)
- Pedro II. (1139–1148)
- Raimundo II. (1148–1184)
- Anderico (1184–1207)
- Adán (1207–1208)
- Tello Téllez de Meneses (1208–1247)
- Rodrigo (1247–1254)
- Pedro III. (1254–1256)
- Fernando (1256–1265)
- Alonso García (1265–1276)
- Tello (1276–1278)
- Juan Alonso (1278–1293)
- Munio von Zamora (1294–1296)
- Álvaro Carrillo (1297–1305)
- Pedro de Pedio (1306–1307)
- Gerardo Domínguez (1307–1313)
- Gómez Peláez (1313–1320)
- Juan Fernández de Limia (1321–1330)
- Juan de Saavedra (1330–1342)
- Pedro IV. (1342–1343)
- Blas Fernández de Toledo (1343–1353)
- Reginaldo de Maubernard (1353–1356)
- Gutierre Gómez (1357–1381)
- Juan de Castromocho (1382–1396)
- Pedro V. (1396)
- Sancho de Rojas (1403–1415)
- Alfonso de Argüello (1415–1417)
- Rodrigo de Velasco (1417–1426)
- Gutierre Álvarez de Toledo (1426–1439)
- Pedro de Castilla de Eril (1440–1461)
- Gutierre de la Cueva (1461–1469)
- Rodrigo Sánchez de Arévalo (1469–1470)
- Diego Hurtado de Mendoza (1471–1485)
- Alfonso de Burgos (1485–1499)
- Diego de Deza, O.P. (1500–1504) (auch Erzbischof von Sevilla)
- Juan Rodríguez de Fonseca (1504–1514)
- Juan Fernández Velasco (1514–1520)
- Pedro Ruiz de la Mota, O.S.B. (1520–1522)
- Pedro Gómez Sarmiento de Villandrando (1525–1534) (auch Erzbischof von Santiago de Compostela)
- Francisco Mendoza (1534–1536)
- Luis Cabeza de Vaca (1537–1550)
- Pedro de la Gasca (1551–1561) (auch Bischof von Sigüenza)
- Cristóbal Fernández Valtodano (1561–1570) (auch Erzbischof von Santiago de Compostela)
- Juan Ramírez Zapata de Cárdenas (1570–1577)
- Alvaro Hurtado de Mendoza y Sarmiento (1577–1586)
- Fernando Miguel de Prado (1587–1594)
- Martín Aspi Sierra (1597–1607)
- Felipe Tarsis de Acuña (1608–1616) (auch Erzbischof von Granada)
- José González Díez, O.P. (1616–1625) (auch Bischof von Pamplona)
- Miguel Ayala (1625–1628) (auch Bischof von Calahorra y La Calzada)
- Fernando Andrade Sotomayor (1628–1631) (auch Erzbischof von Burgos)
- Cristóbal Guzmán Santoyo (1633–1656)
- Francisco Guerra, O.F.M. (1656–1658)
- Antonio de Estrada Manrique (1657–1658)
- Enrique de Peralta y Cárdenas (1659–1665)
- Gonzalo Bravo Grajera (1665–1671)
- Juan del Molino Navarrete (1672–1685)
- Antonio Lorenzo de Pedraza (1685–1711)
- Esteban Bellido Guevara (1714–1717)
- Francisco Ochoa Mendarozqueta y Arzamendi (1717–1732)
- Bartolomé San Martín Orive (1733–1740)
- José Morales Blanco (1741–1745)
- José Ignacio Rodríguez Cornejo (1745–1750) (auch Bischof von Plasencia)
- Andrés Bustamante (1750–1764)
- José Cayetano Loazes Somoza (1765–1769)
- Juan Manuel Argüelles (1770–1779)
- José Luis Mollinedo (1780–1800)
- Buenaventura Moyano Rodríguez (1801–1802)
- Francisco Javier Almonacid (1803–1821)
- Narciso Coll y Prat (1822–1822)
- Juan Francisco Martínez Castrillón (1824–1828)
- José Asensio Ocón y Toledo (1828–1831) (auch Bischof von Teruel)
- Carlos Laborda Clau (1831–1853)
- Jerónimo Fernández Andrés (1853–1865)
- Juan Lozano Torreira (1866–1891)
- Enrique Almaraz y Santos (1893–1907) (auch Erzbischof von Sevilla)
- Valentín García y Barros (1907–1914)
- Ramón Barberá y Boada (1914–1924)
- Agustín Parrado y García (1925–1934) (später Erzbischof von Granada)
- heiliger Manuel González García (1935–1940)
- Francisco Javer Lauzurica y Torralba (1943–1949) (auch Bischof von Oviedo)
- José Souto Vizoso (1949–1970)
- Anastasio Granados García (1970–1978)
- Nicolás Antonio Castellanos Franco, OSA (1978–1991)
- Ricardo Blázquez Pérez (1992–1995) (später Bischof von Bilbao)
- Rafael Palmero Ramos (1996–2005) (später Bischof von Orihuela-Alicante)
- José Ignacio Munilla Aguirre (2006–2009) (später Bischof von San Sebastián)
- Esteban Escudero Torres (2010–2015)
- Manuel Herrero Fernández OSA (2016–2023)
- Mikel Garciandía Goñi (seit 2023)